# Jolene Van Vugt
Jolene Joanna Van Vugt (* 17. September 1980 in London, Ontario) ist eine kanadische Motocrossfahrerin. Ihre Eltern sind niederländische Emigranten. Sie war Darstellerin der MTV-Sendung Nitro Circus.

## Privates
Van Vugt ist die Tochter von Bill und Tina Van Vugt. Sie hat eine ältere Schwester namens Michelle und einen älteren Bruder namens Billy.

## Gewinne und Rekorde (Auswahl)
- Erste „CMRC Women’s Canadian Motocross National“-Gewinnerin.
- Erste Frau, die einen Backflip mit einem Motocross-Motorrad schaffte.
- Rekordhalterin von mehreren Guinness World Rekorden, darunter der Landrekord für die schnellste Toilette.